# Vrontádos
Vrontádos (Vrontados) är en ort i Grekland.   Den ligger i prefekturen Chios och regionen Nordegeiska öarna, i den östra delen av landet, 220 km öster om huvudstaden Aten. Vrontádos ligger 19 meter över havet och antalet invånare är 5 323. Den ligger på ön Chios.
Terrängen runt Vrontádos är lite bergig. Havet är nära Vrontádos österut.  Närmaste större samhälle är Chios, 4,6 km söder om Vrontádos. Runt Vrontádos är det i huvudsak tätbebyggt.